# Neoduma albisparsa
Neoduma albisparsa là một loài bướm đêm thuộc phân họ Arctiinae, họ Erebidae.